# Singapur Open 1972
Die Singapur Open 1972 im Badminton fanden vom 24. bis zum 28. Oktober 1972 im Singapore Badminton Stadium in Singapur statt.

## Finalergebnisse
| Disziplin    | Sieger                       | Finalist                          | Ergebnis           |
| ------------ | ---------------------------- | --------------------------------- | ------------------ |
| Herreneinzel | Iie Sumirat                  | Tan Aik Mong                      | 15:5, 15:11        |
| Dameneinzel  | Intan Nurtjahja              | Tati Sumirah                      | 11:8, 12:11        |
| Herrendoppel | Tan Aik Huang Tan Aik Mong   | Ng Boon Bee Punch Gunalan         | 15:11, Aufgabe     |
| Damendoppel  | Intan Nurtjahja Regina Masli | Tati Sumirah Poppy Tumengkol      | 15:4, 10:15, 15:10 |
| Mixed        | Johan Wahjudi Regina Masli   | Chirasak Champakao Liem Siew Choo | 15:11, 15:7        |